# Aktilaby
Aktilaby (finska: Ahtiala) är en by i Lojo i Finland. Byn ligger på Lojoön i landskapet Nyland. I byn finns bland annat Aktilaby gård och poeten Saima Harmajas sommarvilla Heimo. Aktilabys postnummer är 08800.
I Aktilabys sund Ahtialan salmi ligger också ett vattentag för Gerknäs pappersbruk.